# L'Érudit au pupitre
L'Érudit au pupitre ou Savant à sa table de travail (ou encore Le Père de la mariée juive) est un tableau réalisé par Rembrandt en 1641. Il s'agit d'un portrait baroque, ainsi qu'une scène de genre. L'œuvre était associée à la collection du roi Stanislas II, puis à la famille Lanckoroński, dont la représentante, Karolina Lanckorońska, a fait don du tableau au château royal de Varsovie, où il se trouve encore aujourd'hui.

## Attribution
Ce tableau, comme La Jeune Fille au cadre, a fait l'objet de débats parmi les historiens de l'art. Au XVIIIe siècle, les deux œuvres étaient considérées comme des œuvres de Rembrandt. Avec le développement de la science, notamment de la fin du XIXe siècle jusqu'à la période de la Seconde Guerre mondiale, elle fit l'objet de nombreuses publications, dont des ouvrages d'inventaire et des catalogues couvrant l'ensemble de « l'œuvre » de Rembrandt (dont le corpus en huit volumes de Wilhelm von Bode et la publication d'Abraham Bredius).[réf. souhaitée]
Depuis la Seconde Guerre mondiale, le tableau était considéré comme perdu et son apparence n'était confirmée que par des reproductions d'archives. Les doutes sur la paternité de Rembrandt ont été soulevés pour la première fois par Horst Gerson en 1969 ; des chercheurs polonais l'ont également suivi. En raison de leur indisponibilité, les deux toiles L'Érudit au pupitre et La Jeune Fille au cadre n'ont pas été incluses dans A Corpus of Rembrandt Paintings - Volume III, publié en 1989 par les chercheurs du Rembrandt Research Project, couvrant les œuvres de Rembrandt de 1635 à 1642. Après que les deux œuvres ont été données au Château Royal par Karolina Lanckorońska en 1994, elles ont fait l'objet de recherches menées par des spécialistes de Rembrandt. En février 2006, la paternité du tableau a finalement été attribuée à Rembrandt lui-même. 
Le personnage principal est probablement le père de la femme immortalisée par Rembrandt et connue grâce au tableau intitulé La Jeune Fille au cadre.[réf. nécessaire]
C'est l'un des trois tableaux de Rembrandt présents dans les collections polonaises (avec La Jeune Fille au cadre et Paysage avec le Bon Samaritain.